# Grita
Grita (estilizado como ‎BIA - Grita (Music from the TV Series)) é o terceiro álbum da série argentina BIA. O álbum foi lançado no dia 06 de março de 2020. Composto por 12 canções originais que estarão presentes na segunda temporada da série, ele conta com ritmos variados como o pop, o rock, a balada romântica e o reggaetón.

## Singles
• ¿Cuándo pasó? - É terceira faixa do álbum. É cantada pelos protagonistas da história, interpretados por Isabela Souza e Julio Peña. A música foi cantada na Tour de Prensa da série, porém não completa. Foi lançada no dia 03 de janeiro, e no mesmo dia ocorreu o lançamento do clipe oficial da música.
• Sentirse bien - A segunda faixa do álbum é interpretada por Isabela Souza. Com trechos em português, a música foi lançada no dia 07 de fevereiro, e no mesmo dia ocorreu o lançamento do seu Lyric-video.
• Grita - A faixa que dá nome ao álbum e a música principal da segunda temporada da série é a primeira a ser escutada. Ela é interpretada por todo o elenco. O seu clipe oficial foi lançado no dia 06 de março, mesmo dia do lançamento do cd.

## Faixas
| N.º | Título                                                                    | Compositor(es)                                                                                        | Duração |  |
| 1.  | "Grita"                                                                   | Alberto Hernandez Torres, Andrés Torres, Felipe Mejía, Mauricio Rengifo, Pablo Arévalo e Pablo Benito | 3:07    |  |
| 2.  | "Sentirse bien" (Isabela Souza)                                           | Guido Panelli e Sebastian Athie                                                                       | 3:02    |  |
| 3.  | "¿Cuándo pasó?" (Isabela Souza e Julio Peña)                              | Andrés Alberto Guardado Cortés e Omar Yubeili Baños                                                   | 3:29    |  |
| 4.  | "Aquí me encontrarás"                                                     | Eduardo Frigerio e Federico San Millán                                                                | 3:57    |  |
| 5.  | "Dame un beso" (Julio Peña)                                               | Daniela Lapadula, Eduardo Frigerio, Federico San Millán e José María Lassaga                          | 3:25    |  |
| 6.  | "Voy"                                                                     | Federico Vilas e Mauro Franceschini                                                                   | 3:50    |  |
| 7.  | "Una vez más" (Isabela Souza)                                             | Eduardo Frigerio, Federico San Millán e María Florencia Ciarlo                                        | 3:06    |  |
| 8.  | "Los besos que te di" (Guido Messina)                                     | Guido Messina                                                                                         | 3:19    |  |
| 9.  | "Voy por lo que quiero" (Isabela Souza, Agustina Palma e Giulia Guerrini) | Antonela Marcello, Ariela Paola Lafuente, Pablo Nicolás Correa e Sebastián Mellino                    | 3:34    |  |
| 10. | "Harta de ti" (Julia Argüelles)                                           | Federico Vilas e Mauro Franceschini                                                                   | 2:39    |  |
| 11. | "Déjate amar" (Jandino)                                                   | José Andrés Chiluiza Calderon (Jandino)                                                               | 3:12    |  |
| 12. | "Karma" (Andrea de Alba)                                                  | Fabián Farhat e Larry Coll                                                                            | 3:40    |  |

## Lyric Videos
| Música              | Intérprete(s)       | Lançamento              |
| ------------------- | ------------------- | ----------------------- |
| Sentirse Bien       | • Isabela Souza     | 07 de fevereiro de 2020 |
| Aquí Me Encontrarás | 13 de março de 2020 |                         |

## Videoclipes
| Música                             | Intérprete(s) | Lançamento            |
| 2ª Temporada                       | 2ª Temporada | 2ª Temporada          |
| ---------------------------------- | --- | --------------------- |
| ¿Cuándo Pasó?                      | • Isabela Souza • Julio Peña | 03 de janeiro de 2020 |
| Grita                              | 06 de março de 2020 |                       |
| Grita (BeU)                        | • Isabela Souza • Julio Peña • Agustina Palma • Giulia Guerrini • Daniela Trujillo • Micaela Díaz • Alan Madanes | 19 de março de 2020   |
| Voy Por Lo Que Quiero              | • Isabela Souza • Agustina Palma • Giulia Guerrini | 27 de março de 2020   |
| Voy                                | • Isabela Souza • Julio Peña • Agustina Palma • Giulia Guerrini • Micaela Diaz • Alan Madanes • Daniela Trujillo • André Lamoglia | 03 de abril de 2020   |
| Harta de Ti                        | • Julia Argüelles | 13 de abril de 2020   |
| Sentirse Bien                      | • Isabela Souza | 27 de abril de 2020   |
| Voy                                | • Jandino • Esteban Velasquez | 27 de abril de 2020   |
| Una Vez Más                        | • Isabela Souza • Agustina Palma • Giulia Guerrini | 08 de maio de 2020    |
| Karma                              | • Andrea de Alba • Julio Peña • Julia Argüelles • Guido Messina | 08 de maio de 2020    |
| Grita                              | • Isabela Souza • Agustina Palma • Giulia Guerrini | 01 de julho de 2020   |
| Los Besos Que Te Dí                | • Guido Messina • Twin Melody | 03 de julho de 2020   |
| Harta de Ti                        | • Julia Argüelles | 16 de julho de 2020   |
| Voy                                | • Isabela Souza • Agustina Palma • Giulia Guerrini | 17 de julho de 2020   |
| ¿Cuándo Pasó?                      | • Isabela Souza • Julio Peña | 23 de julho de 2020   |
| Aquí Me Encontrarás                | • Isabela Souza • Julio Peña • Agustina Palma • Giulia Guerrini • Andrea de Alba • Guido Messina • Rhener Freitas • Micaela Díaz • Alan Madanes • Daniela Trujillo • Jandino • Esteban Velásquez • André Lamoglia • Valentina González | 24 de julho de 2020   |
| Aquí Me Encontrarás (videollamada) | | 24 de julho de 2020   |
| Especial                           | |                       |
| Los Besos Que Te Dí                | • Rhener Freitas | 12 de março de 2021   |